# Юначківська волость
Юначківська волость — історична адміністративно-територіальна одиниця Заславського повіту Волинської губернії з центром у селі Великі Юначки. Наприкінці ХІХ ст. волость було ліквідовано, поселення увійшли до складу Антонінської (Велика Солиха, Великі та Малі Юначки, Кременчуки) та Бутовецької (Булаївка, Великий Чернятиин) волостей.
Станом на 1886 рік складалася з 11 поселень, 10 сільських громад. Населення — 6235 осіб (3094 чоловічої статі та 3141 — жіночої), 666 дворових господарств.
|                     | Площа, десятин | У тому числі орної, десятин |
| ------------------- | -------------- | --------------------------- |
| Сільських громад    | 5647           | 4014                        |
| Приватної власності | 3295           | 2492                        |
| Іншої власності     | 247            | 153                         |
| Загалом             | 9189           | 6659                        |

Основні поселення волості:
- Великі Юначки — колишнє власницьке село, 517 осіб, 74 двори; волосне правління (36 верст від повітового міста), православна церква, школа, аптека, постоялий будинок, водяний млин, вітряк.
- Булаївка — колишнє власницьке село, 394 особи, 36 дворів, православна церква, каплиця, школа, водяний млин.
- Велика Солиха — колишнє власницьке село, 499 осіб, 69 дворів, школа, постоялий будинок, 3 вітряки.
- Великий Чернятин — колишнє власницьке село, 953 особи, 137 дворів, православна церква, каплиця, школа, постоялий будинок, водяний млин, вітряк.
- Кременчуки — колишнє власницьке село, 322 особи, 45 дворів, православна церква, школа, лікарня, постоялий будинок, 3 лавки, водяний млин, 2 вітряки, цегельний та бурякоцукровий заводи.
- Малі Юначки — колишнє власницьке село, 371 особа, 68 дворів, православна церква, школа, 4 вітряки.